# St. Achatius (Stukenbrock-Senne)
St. Achatius ist eine katholische Pfarrkirche in Stukenbrock-Senne im ostwestfälischen Schloß Holte-Stukenbrock in Nordrhein-Westfalen, Deutschland. Die Kirche gehört zum Pastoralen Raum Am Ölbach im Erzbistum Paderborn. Die Gemeinde umfasst etwa 800 Katholiken.
Die Kapelle in Stukenbrock-Senne wurde 1896 geweiht. Als Patron erhielt sie Achatius von Armenien. Schon kurze Zeit später stellte man fest, dass der Kirchenraum nicht ausreicht und es wurde ein Neubau geplant, dessen Grundstein 1930 gelegt wurde. 1966 wurde die Kirche umfassend renoviert. Insbesondere wurden hier die Neuerungen des Zweiten Vatikanischen Konzils aufgegriffen.